# غنيمون صغير الثمار
جنتوم صغير الثمار (الاسم العلمي:Gnetum microcarpum) هي نوع من النباتات يتبع جنس الجنتوم من فصيلة الجنتوية.